# Finlay (Texas)
Finlay es un despoblado en el Condado de Hudspeth, Texas, localizado a 27 km al oeste de Sierra Blanca.
La localidad se llamó así en honor a J.R. Finlay. 
La fundación se remonta a la apertura de dos oficinas de correos, una establecida en 1890; pero que no fue abierta, y la otra establecida en 1903. 
La población creció lentamente a principios del siglo XX pero empezó a decaer en la década de 1940.